# Comitê de ação política
Nos Estados Unidos, um comitê de ação política (em inglês:  Political action committee, "PAC") é uma organização 527 isenta de impostos que reúne contribuições de campanha de membros e doa esses fundos para campanhas a favor ou contra candidatos, iniciativas de votação ou legislação. O termo legal PAC foi criado em busca da reforma do financiamento de campanha nos Estados Unidos. As democracias de outros países usam termos diferentes para as unidades de gastos de campanha ou gastos em competição política. No nível federal dos EUA, uma organização se torna um PAC quando recebe ou gasta mais de mil dólares com o propósito de influenciar uma eleição federal e se registra na Comissão Eleitoral Federal (CEF), de acordo com o Federal Election Campaign Act, conforme alterado pelo Bipartisan Campaign Reform Act de 2002. No nível estadual, uma organização se torna um PAC de acordo com as leis eleitorais do estado.
Contribuições para PACs de tesourarias corporativas ou sindicais são ilegais, embora essas entidades possam patrocinar um PAC e fornecer suporte financeiro para sua administração e arrecadação de fundos. PACs afiliados a sindicatos podem solicitar contribuições apenas de membros do sindicato. PACs independentes podem solicitar contribuições do público em geral e devem pagar seus próprios custos com esses fundos.

## História
O comitê de ação política surgiu do movimento trabalhista de 1943. O primeiro PAC foi o CIO-PAC, formado em julho de 1943 sob o presidente do CIO Philip Murray e liderado por Sidney Hillman. Foi estabelecido depois que o Congresso dos Estados Unidos proibiu os sindicatos de fazer contribuições diretas a candidatos políticos. Essa restrição foi imposta inicialmente em 1907 às corporações por meio da Lei Tillman. A Lei Smith-Connally estendeu sua cobertura aos sindicatos em 1943. Uma série de leis de reforma de campanha promulgadas durante a década de 1970 facilitou o crescimento dos PACs depois que essas leis permitiram que corporações, associações comerciais e sindicatos formassem PACs. Em 1971, a Lei da Campanha Eleitoral Federal criou regras de divulgação, o que fez com que todas as doações recebidas pelos PACs passassem por um comitê central mantido pelo referido PAC. Além disso, exigiu que os PACs apresentassem relatórios regulares à Comissão Eleitoral Federal, divulgando qualquer pessoa que tenha doado pelo menos duzentos dólares. O Supremo Tribunal declarou inconstitucionais os limites impostos aos PACs pelo legislativo com base na Primeira Emenda em muitos casos, começando com Buckley v. Valeo.
Ao longo dos últimos trinta anos, as doações de campanha dos PACs têm crescido cada vez mais, com 333 milhões de dólares angariados em 1990 para 482 milhões de dólares em 2022. Mesmo com o grande crescimento, as contribuições dos PACs representaram apenas 23% do dinheiro angariado pelos candidatos à Câmara e apenas 10% pelos candidatos ao Senado, apesar da cobertura mediática que tende a exagerar as contribuições.